# Palais Raichle à Subotica
Le palais Raichle à Subotica (en serbe cyrillique : Палата Рајхл у Суботици ; en serbe latin : Palata Rajhl u Subotici) est situé à Subotica, dans la province de Voïvodine et dans le district de Bačka septentrionale, en Serbie. Il est inscrit sur la liste des monuments culturels de grande importance de la république de Serbie (identifiant no SK 1218).

## Présentation

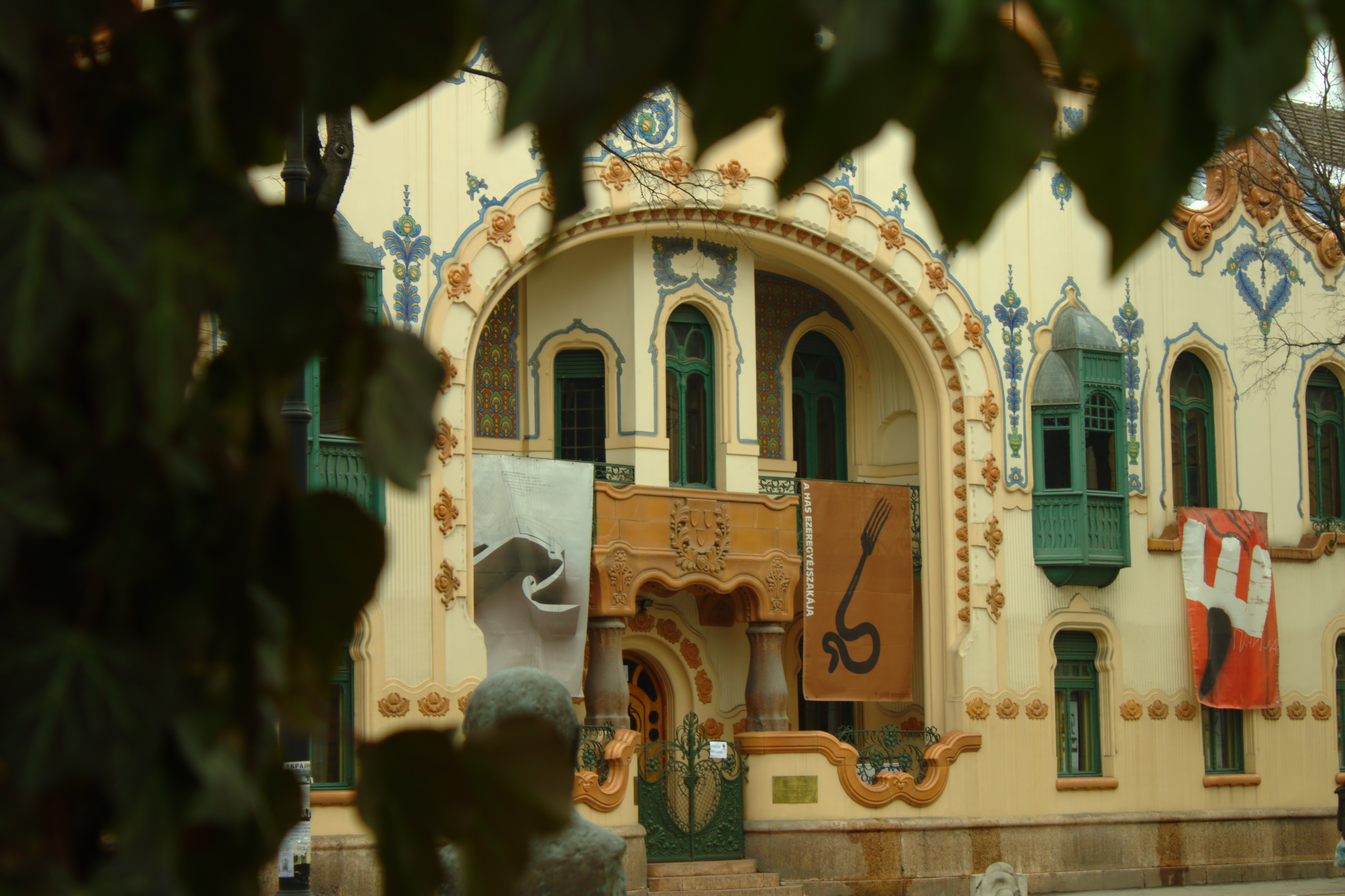
Détail de l'entrée

Le palais a été conçu en 1903 par l'architecte Ferenc Raichle (1869-1960) pour y installer sa propre famille, son bureau et une maison destinée à la location. L'ensemble s'inscrit dans l'esprit de la Sécession hongroise d'Ödön Lechner qui mêle l'architecture Art nouveau et les motifs nationaux traditionnels et de Gyula Pártos.
La façade réalise ainsi la synthèse entre les lignes courbes, le jeu sur les couleurs, le caractère expressif des masses en accentuant les contrastes entre les parties planes, les parties en retrait et les parties saillantes. Une attention particulière a été accordée à l'entrée, avec son portail et son balcon aménagés dans une niche profonde. La décoration de la façade, avec ses reliefs polychromes, sont en céramique de Zsolnay.

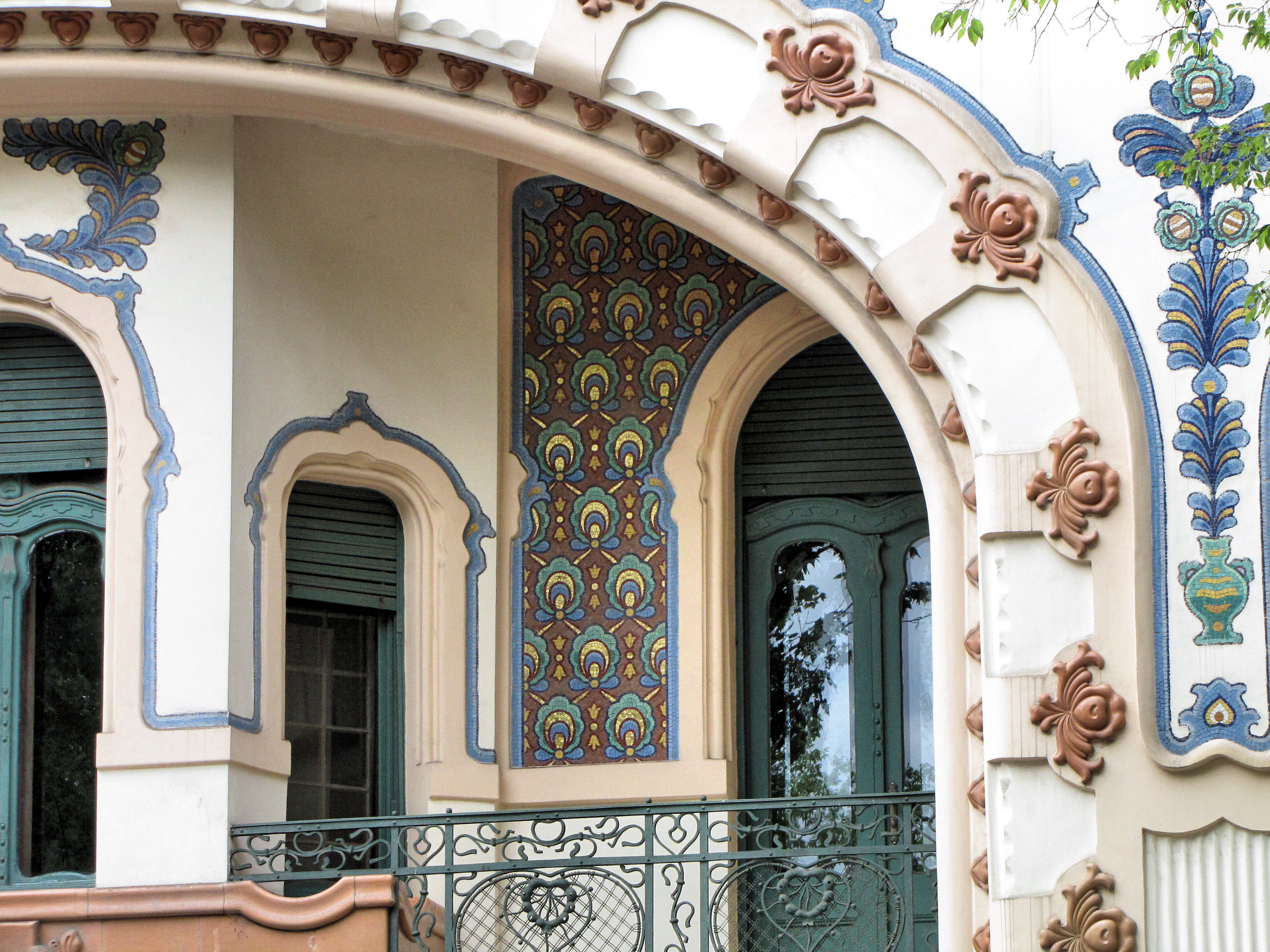
Détail de la décoration de l'entrée

La décoration intérieure a été partiellement conservée ; en revanche, le mobilier a été détruit.
Depuis 1970, le palais accueille la galerie d'art contemporain « Rencontre d'art ».